# ويليام جي. ألين
ويليام جي. ألين (بالإنجليزية: William G. Allen)‏ هو عالِم ومؤلف أمريكي، (و. 1820 – 1888 م).